# Everyday, Katyusha
„Everyday, Katyusha” (jap. Everyday、カチューシャ Everyday, Kachūsha) – dwudziesty pierwszy singel japońskiego zespołu AKB48, wydany w Japonii 25 maja 2011 roku przez You! Be Cool.
Singel został wydany w pięciu edycjach: dwóch regularnych i dwóch limitowanych (Type A, Type B) oraz „teatralnej” (CD). Pierwsza edycja regularna zawierała dodatkowo kartę do głosowania na członkinie mające pojawić się w kolejnym singlu. Osiągnął 1 pozycję w rankingu Oricon i pozostał na liście przez 59 tygodni, sprzedał się w nakładzie 1 608 299 egzemplarzy. Singel zdobył status płyty Milion.

## Lista utworów
Wszystkie utwory zostały napisane przez Yasushiego Akimoto.
Type A
| CD  |                                                                              |                                                                              |                                                                              |      |
| Nr  | Tytuł                                                                        | Kompozycja                                                                   | Aranżacja                                                                    | Czas |
| 1.  | „Everyday, Katyusha” (jap. Everyday、カチューシャ)                           | Yoshimasa Inoue                                                              | Yoshimasa Inoue                                                              | 5:14 |
| 2.  | „Korekara Wonderland” (jap. これからWonderland)                              | Yoshimasa Inoue                                                              | Yoshimasa Inoue                                                              | 4:27 |
| 3.  | „Yankee Soul” (jap. ヤンキーソウル)                                          | Seiji Mutō                                                                   | TJMixx                                                                       | 3:32 |
| 4.  | „Everyday, Katyusha” (jap. Everyday、カチューシャ) (off vocal version)       | Yoshimasa Inoue                                                              | Yoshimasa Inoue                                                              | 5:14 |
| 5.  | „Korekara Wonderland” (jap. これからWonderland) (off vocal version)          | Yoshimasa Inoue                                                              | Yoshimasa Inoue                                                              | 4:27 |
| 6.  | „Yankee Soul” (jap. ヤンキーソウル) (off vocal version)                      | Seiji Mutō                                                                   | TJMixx                                                                       | 3:32 |
| DVD |                                                                              |                                                                              |                                                                              |      |
| Nr  | Tytuł                                                                        | Tytuł                                                                        | Tytuł                                                                        | Czas |
| 1.  | „Everyday, Katyusha” (jap. Everyday、カチューシャ) (Music Clip)              | „Everyday, Katyusha” (jap. Everyday、カチューシャ) (Music Clip)              | „Everyday, Katyusha” (jap. Everyday、カチューシャ) (Music Clip)              |      |
| 2.  | „Korekara Wonderland” (jap. これからWonderland) (Music Clip)                 | „Korekara Wonderland” (jap. これからWonderland) (Music Clip)                 | „Korekara Wonderland” (jap. これからWonderland) (Music Clip)                 |      |
| 3.  | „Yankee Soul” (jap. ヤンキーソウル) (Music Clip)                             | „Yankee Soul” (jap. ヤンキーソウル) (Music Clip)                             | „Yankee Soul” (jap. ヤンキーソウル) (Music Clip)                             |      |
| 4.  | „Everyday, Katyusha” (jap. Everyday、カチューシャ) (Music Clip) <Drama ver.> | „Everyday, Katyusha” (jap. Everyday、カチューシャ) (Music Clip) <Drama ver.> | „Everyday, Katyusha” (jap. Everyday、カチューシャ) (Music Clip) <Drama ver.> |      |
| 5.  | „Tokuten eizō: Type-A” (jap. 特典映像 Type-A)                                | „Tokuten eizō: Type-A” (jap. 特典映像 Type-A)                                | „Tokuten eizō: Type-A” (jap. 特典映像 Type-A)                                |      |

Type B
| CD  |                                                                              |                                                                              |                                                                              |      |
| Nr  | Tytuł                                                                        | Kompozycja                                                                   | Aranżacja                                                                    | Czas |
| 1.  | „Everyday, Katyusha” (jap. Everyday、カチューシャ)                           | Yoshimasa Inoue                                                              | Yoshimasa Inoue                                                              | 5:14 |
| 2.  | „Korekara Wonderland” (jap. これからWonderland)                              | Yoshimasa Inoue                                                              | Yoshimasa Inoue                                                              | 4:27 |
| 3.  | „Hito no chikara” (jap. 人の力)                                              | Junjirō Seki                                                                 | Junjirō Seki                                                                 | 4:28 |
| 4.  | „Everyday, Katyusha” (jap. Everyday、カチューシャ) (off vocal ver.)          | Yoshimasa Inoue                                                              | Yoshimasa Inoue                                                              | 5:14 |
| 5.  | „Korekara Wonderland” (jap. これからWonderland) (off vocal ver.)             | Yoshimasa Inoue                                                              | Yoshimasa Inoue                                                              | 4:27 |
| 6.  | „Hito no chikara” (jap. 人の力) (off vocal ver.)                             | Junjirō Seki                                                                 | Junjirō Seki                                                                 | 4:28 |
| DVD |                                                                              |                                                                              |                                                                              |      |
| Nr  | Tytuł                                                                        | Tytuł                                                                        | Tytuł                                                                        | Czas |
| 1.  | „Everyday, Katyusha” (jap. Everyday、カチューシャ) (Music Clip)              | „Everyday, Katyusha” (jap. Everyday、カチューシャ) (Music Clip)              | „Everyday, Katyusha” (jap. Everyday、カチューシャ) (Music Clip)              |      |
| 2.  | „Korekara Wonderland” (jap. これからWonderland) (Music Clip)                 | „Korekara Wonderland” (jap. これからWonderland) (Music Clip)                 | „Korekara Wonderland” (jap. これからWonderland) (Music Clip)                 |      |
| 3.  | „Hito no chikara” (jap. 人の力) (Music Clip)                                 | „Hito no chikara” (jap. 人の力) (Music Clip)                                 | „Hito no chikara” (jap. 人の力) (Music Clip)                                 |      |
| 4.  | „Everyday, Katyusha” (jap. Everyday、カチューシャ) (Music Clip) <Drama ver.> | „Everyday, Katyusha” (jap. Everyday、カチューシャ) (Music Clip) <Drama ver.> | „Everyday, Katyusha” (jap. Everyday、カチューシャ) (Music Clip) <Drama ver.> |      |
| 5.  | „Tokuten eizō: Type-B” (jap. 特典映像 Type-B)                                | „Tokuten eizō: Type-B” (jap. 特典映像 Type-B)                                | „Tokuten eizō: Type-B” (jap. 特典映像 Type-B)                                |      |

Wer. teatralna
| CD |                                                                     |                 |                 |      |
| Nr | Tytuł                                                               | Kompozycja      | Aranżacja       | Czas |
| 1. | „Everyday, Katyusha” (jap. Everyday、カチューシャ)                  | Yoshimasa Inoue | Yoshimasa Inoue | 5:14 |
| 2. | „Korekara Wonderland” (jap. これからWonderland)                     | Yoshimasa Inoue | Yoshimasa Inoue | 4:27 |
| 3. | „Anti” (jap. アンチ)                                                | Tadashi Tsukida | Tadashi Tsukida | 4:11 |
| 4. | „Everyday, Katyusha” (jap. Everyday、カチューシャ) (off vocal ver.) | Yoshimasa Inoue | Yoshimasa Inoue | 5:14 |
| 5. | „Korekara Wonderland” (jap. これからWonderland) (off vocal ver.)    | Yoshimasa Inoue | Yoshimasa Inoue | 4:27 |
| 6. | „Anti” (jap. アンチ) (off vocal ver.)                               | Tadashi Tsukida | Tadashi Tsukida | 4:11 |

## Skład zespołu
„Everyday, Katyusha”
- Team A: Atsuko Maeda (środek), Aika Ōta, Asuka Kuramochi, Haruna Kojima, Rino Sashihara, Mariko Shinoda, Aki Takajō, Minami Takahashi
- Team K: Tomomi Itano, Yūko Ōshima, Ayaka Kikuchi, Minami Minegishi, Sae Miyazawa, Yui Yokoyama
- Team B: Tomomi Kasai, Yuki Kashiwagi, Rie Kitahara, Mika Komori, Sumire Satō, Yuka Masuda, Miho Miyazaki, Mayu Watanabe
- Team S: Jurina Matsui, Rena Matsui
- Team N: Sayaka Yamamoto, Miyuki Watanabe

„Korekara Wonderland”
- Team A: Atsuko Maeda (środek), Haruna Kojima, Rino Sashihara, Mariko Shinoda, Aki Takajō, Minami Takahashi
- Team K: Tomomi Itano, Yūko Ōshima, Minami Minegishi, Sae Miyazawa, Yui Yokoyama
- Team B: Tomomi Kasai, Yuki Kashiwagi, Rie Kitahara, Mayu Watanabe

„Yankee Soul”
- Team A: Atsuko Maeda (środek), Aika Ōta, Asuka Kuramochi, Haruna Kojima, Rino Sashihara, Mariko Shinoda, Aki Takajo, Minami Takahashi, Ami Maeda
- Team K: Sayaka Akimoto, Tomomi Itano, Yūko Ōshima, Ayaka Kikuchi, Moeno Nitō, Minami Minegishi, Sae Miyazawa, Yui Yokoyama
- Team B: Tomomi Kasai, Yuki Kashiwagi, Rie Kitahara, Mika Komori, Sumire Satō, Miho Miyazaki, Mayu Watanabe
- Team Kenkyūsei: Mina Oba, Haruka Shimazaki, Haruka Shimada, Mariya Nagao, Suzuran Yamauchi, Miori Ichikawa
- Team S: Jurina Matsui, Rena Matsui

„Hito no chikara”
- Team A: Haruka Nakagawa (środek), Misaki Iwasa, Shizuka Ōya, Haruka Katayama, Chisato Nakata, Sayaka Nakaya, Natsumi Matsubara
- Team K: Mayumi Uchida, Ayaka Umeda, Miku Tanabe, Tomomi Nakatsuka, Reina Fujie, Sakiko Matsui, Rumi Yonezawa
- Team B: Amina Satō (środek), Haruka Ishida, Kana Kobayashi, Natsuki Satō, Mariya Suzuki, Rina Chikano, Natsumi Hirajima
- Team Kenkyūsei: Miyu Takeuchi, Mariko Nakamura, Anna Mori, Shiori Nakamata
- Team S (SKE48): Kumi Yagami
- Team KII: Akane Takayanagi, Manatsu Mukaida
- Team N: Nana Yamada

„Anti”
Team Kenkyūsei:
- 9. generacja: Mina Oba, Haruka Shimazaki, Haruka Shimada, Miyu Takeuchi, Mariya Nagao, Mariko Nakamura, Anna Mori, Suzuran Yamauchi
- 10. generacja: Maria Abe, Rina Izuta, Miori Ichikawa, Anna Iriyama, Rena Katō, Yuki Kanazawa, Marina Kobayashi, Nakamata Shiori, Nana Fujita
- 11. generacja: Sara Ushikubo, Rina Kawaei, Natsuki Kojima, Shihori Suzuki, Wakana Natori, Ayaka Morikawa, Nau Yamaguchi

## Notowania
| Lista                                      | Pozycja |
| ------------------------------------------ | ------- |
| Oricon Weekly Singles Chart                | 1       |
| Oricon Yearly Singles Chart                | 2       |
| Billboard Japan Hot 100                    | 1       |
| Billboard Japan Hot Singles Sales          | 1       |
| Billboard Japan Hot Top Airplay            | 2       |
| Billboard Japan Adult Contemporary Airplay | 1       |